# Lucien et Agnès Bertrand
Lucien et Agnès Bertrand sont des résistants français reconnus Juste parmi les nations le 29 juillet 1968 par Yad Vashem, l'Institut international pour la Mémoire de la Shoah pour avoir sauvé deux personnes juives Martin Tattmar et Paula Neiger.

## Biographie

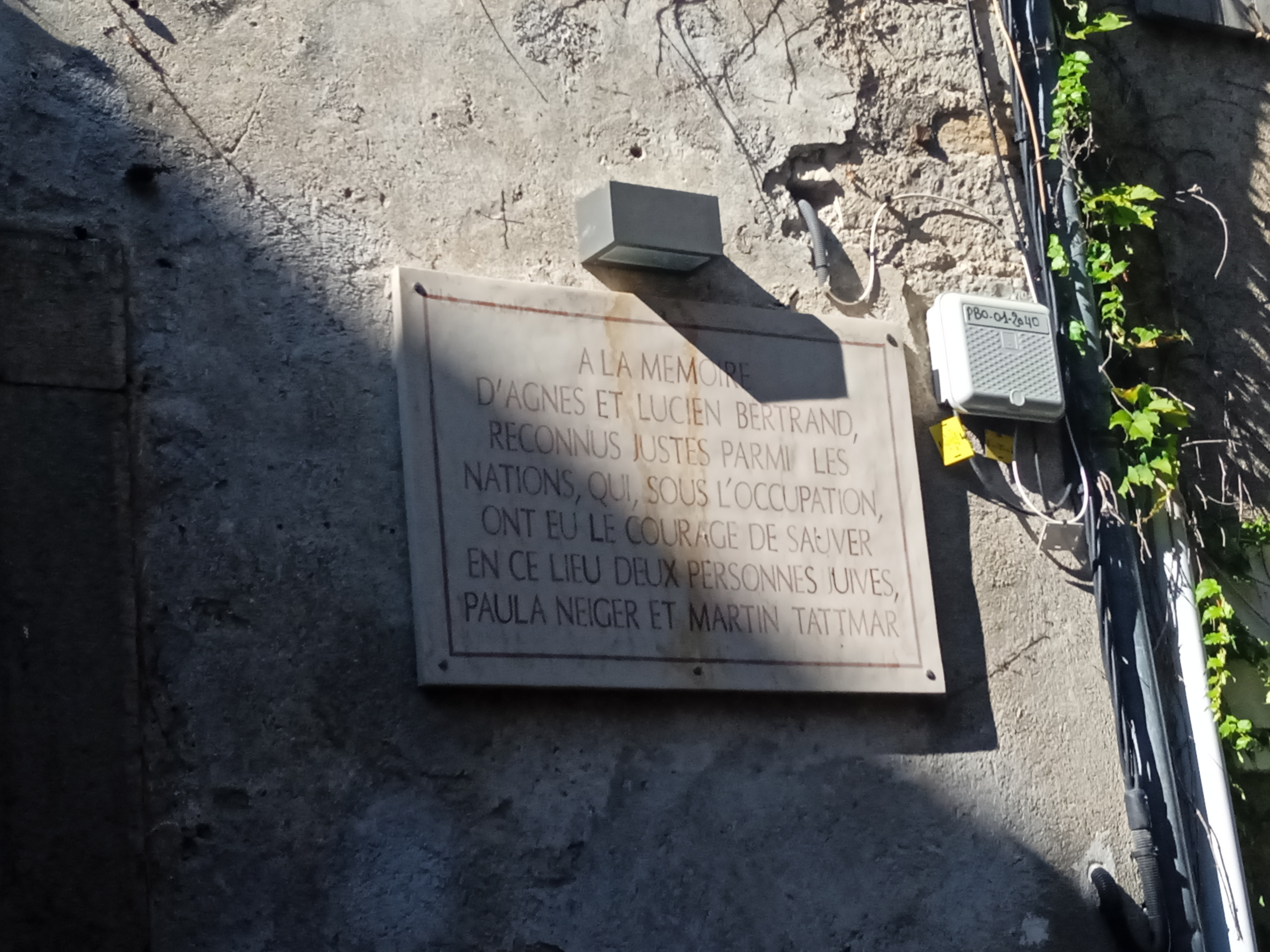
Plaque commémorative sur l'ancienne boulangerie d'Agnès et Lucien Bertrand à Lagrasse.

Lucien Bertrand est né le 29 septembre 1909 et sa femme Agnès le 16 décembre 1910. Ils sont boulangers à Lagrasse dans le département de l'Aude. Lucien meurt le 8 février 1960 et Agnès le 31 juillet 2005. 
Le couple a trois filles. Paula Neiger est une cliente juive de la boulangerie venue se réfugier à Lagrasse en début d'année 1944 où elle loue une maison. Elle y cache dans le grenier un autre réfugié juif, Martin Tattmar. En mai 1944, apeurée par les événements, elle en parle avec sa boulangère, Agnès Bertrand et lui demande de l'aide car elle a appris que la Gestapo allait lancer une opération dans le village, pour y arrêter les Juifs et les résistants. Elle s'était d'abord adressée au médecin et au commandant de la gendarmerie, mais les deux hommes avaient refusé. Agnès Bertrand lui répond qu'elle va en parler avec son mari et demande à Paula de revenir dans deux heures. Le couple Bertrand prennent la décision de cacher Paula chez eux plutôt que de rechercher une cachette dans un village voisin. Ils aménagent alors une petite pièce au-dessus du four de la boulangerie. Paula Neiger refuse d'abord la proposition car elle leur dit n'avoir pas d'argent pour payer mais aussi qu'elle cache un homme chez elle, Martin Tattmar. Lucien lui répond qu'il n'y a aucun soucis et qu'ils cacheront aussi Martin et qu'au sujet de l'argent, ils ne demandaient absolument rien, qu'ils seront heureux déjà de sauver des vies. Lucien et Agnès dissimuleront la cachette même à leurs propres enfants. 

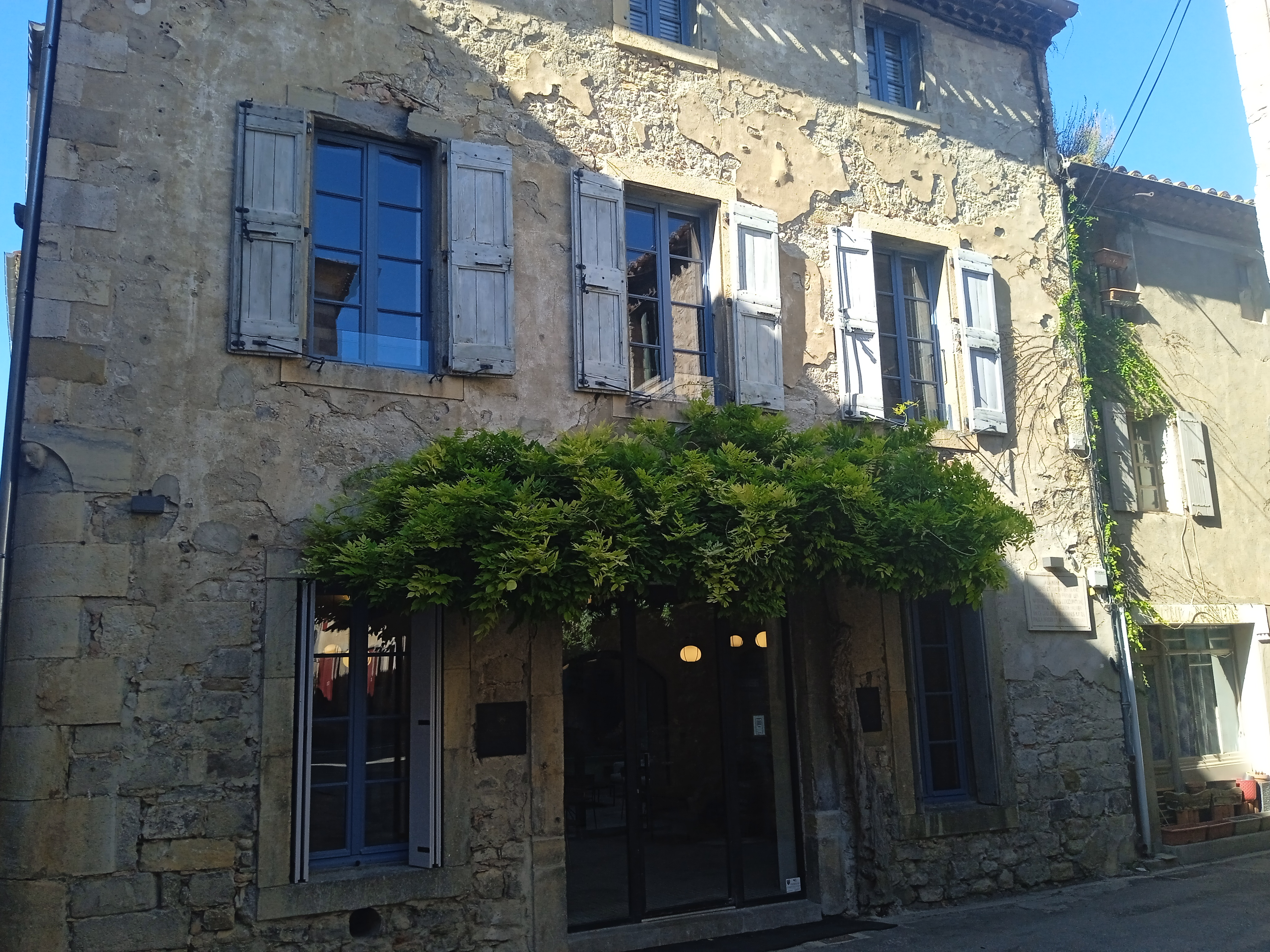
Ancienne boulangerie d'Agnès et Lucien Bertrand, Juste parmi les Nations.

Tard dans la nuit, Paula Neiger et Martin Tattmar, déguisé en femme, gagnent la boulangerie et la cachette prévue. Rapidement, les filles du couple découvrent les deux réfugiés. Agnès et son mari leur expliquent alors la situation et le danger pour tous si elle était découverte. Les enfants garderont le secret. 
Paula Neiger et Martin Tattmar seront réfugiés plusieurs semaines dans la boulangerie avant de devoir la quitter en raison de l'arrivée soudaine de la Gestapo, sans doute prévenue par une dénonciation. Arrêté et torturé, Lucien Bertrand garde le silence. Paula et Martin se sont cachés dans la maison de location restée close d'apparence. Libéré, Lucien continue à leur envoyer, par l'intermédiaire de ses filles, des colis de nourriture jusqu'à la Libération. 
Paula Neiger et Martin Tattmar se marient à la fin de la guerre et émigrent en 1953 aux États-Unis. Ils correspondront toute leur vie avec les Bertrand qu'ils surnommèrent « les anges qui nous ont sauvés ».

## Hommages
- Yad Vashem décerne le titre de Juste parmi les Nations à Agnès et Lucien Bertrand le 29 juillet 1968. La cérémonie a lieu le 7 mars 1972 à Lagrasse où est alors apposée une plaque commémorative[2].
- Les noms d'Agnès et Lucien Bertrand figurent sur le monument de l'Allée des Justes-parmi-les-Nations à Paris.